# Astyanax cremnobates
Astyanax cremnobates är en fiskart som beskrevs av Vinicius Araújo Bertaco och Luiz R. Malabarba 2001. Astyanax cremnobates ingår i släktet Astyanax och familjen Characidae. Inga underarter finns listade.